# 信州之战
信州之战，唐僖宗广明元年（880年）五月至七月，黄巢诈降淮南节度使高駢，与之会战信州（治今江西省上饶市），取得重大战役胜利。
880年三月，唐僖宗以淮南节度使高駢为诸道行营都统，取代了损将失地的王铎。高駢有作战经验，坐镇扬州（治今江苏省扬州市）征募各处丁壮七万，固守淮南，派出部将张璘，渡过长江攻击黄巢军。黄巢军多次失败退保饶州（治今江西省鄱阳县）。部将王重霸、常宏等先后率部投降官军，饶州不久也为张璘攻占。五月，黄巢屯兵信州时，瘟疫流行，士兵病亡不断。张璘乘机加紧进攻，黄巢军处境十分危急。黄巢为争取时间，以重金收买张璘并致书高骈乞降，求其代为保奏。高骈因屡胜而骄，也准备诱敌而歼，答应为黄巢求节度使官职。当时昭义、感化、义武等多道兵已奉命调至淮南。高骈恐各路官军分其功劳，便向皇帝谎报军情，说黄巢军不日可定，不用烦劳诸道兵，请各回本道。朝廷批准后，诸道兵回淮北。黄巢侦知这一消息无误后，当即与高骈断绝联系，且向他宣战。高骈恼怒，令张璘出战。双方在信州决战。此战中，张璘被黄巢军击杀，官军大败，消灭了高骈精锐之师，为强渡长江北上打开了通路。六月，黄巢乘胜相继攻克池州（治今安徽省贵池市）、睦州（治今浙江省建德市）、婺州（治今浙江省金华市）和宣州等地。七月，黄巢率军十五万自采石（今安徽省马鞍山市西南）强渡长江，逼近天长（今安徽省天长县）、六合（今江苏省南京市六合区），离扬州城不足五十里，高骈紧闭城门，上表闻，假称中风，不复出战。